# Roberto Laserna
Roberto Laserna (nació en 1953) es un escritor y economista nacido en Bolivia. Obtuvo el doctorado en la University of California, Berkeley en planificación regional y urbana. Como escritor, ha publicado en el género de cuento, con el que obtuvo el Premio Nacional Franz Tamayo en 1976. En el campo de la investigación social ha realizado estudios sobre pobreza urbana, política antidrogas, desarrollo humano, movimientos y conflictos sociales, rentismo y democracia. La democracia en el ch`enko es uno de sus más recientes libros y en él explica cómo funciona una de las causas menos estudiadas del estancamiento económico: la heterogeneidad estructural. En un libro posterior, "La Trampa del Rentismo" Laserna trabaja en colaboración con José Gordillo y Jorge Komadina y exploran la influencia que tiene la abundancia de recursos naturales sobre las instituciones políticas y la cultura económica. Fue Profesor en la Universidad Mayor de San Simón, y ha pasado temporadas enseñando en la Universidad del Pacífico (Lima) y en la Universidad de Princeton (2003–2004). Es investigador de CERES, un centro académico privado con sede en Cochabamba y es Presidente de Fundación Milenio, un centro de pensamiento y debate económico que tiene oficinas en La Paz.

## Sobre el autor
- Cáceres Romero Adolfo, Diccionario de la Literatura Boliviana, Ed Los Amigos del Libro.
- Molina Fernando, El pensamiento boliviano sobre los recursos naturales, Ed. Pulso, La Paz.
- Guttentag Tichauer Werner, Bio-bibliografía boliviana (several years).

## Por el autor
- Urbanización y pobreza, Ed. Pulso, La Paz, 2007
- La trampa del rentismo, Ed. Milenio, La Paz, 2006
- La democracia en el ch'enko, Ed. Milenio/Ceres, La Paz, 2005
- 20 (mis)conceptions on coca and cocaine, Ed. Clave, La Paz, 1997

See also:
- Socio-political conflict and economic performance in Bolivia, with Jose Luis Evia and Stergios Skaperdas, http://SSRN.com/abstract=1104954
- Decentralization, Local Iniktiatives and Cirizenship in Bolivia, 1994-2004, in the book Participatory Innovation and Representative Democracy in Latin America, edited by Andrew Selee and Enrique Peruzzotti, The Johns Hopkins University/Woodrow Wilson Center Press, 2009

## Obras
- 2011 El fracaso del prohibicionismo (en prensa). Fundación Vicente Pazos Kanki, La Paz.
- 2008 La riqueza nacional para la gente. La Paz, Fundación Milenio.
- 2005 Ciudades y pobreza. Cochabamba, UMSS.
- 2004 	La democracia en el ch´enko. La Paz, Fundación Milenio. (three editions)
- 2001	Conflictos sociales y movimientos políticos. El año 2000 en Bolivia. Documentos de Trabajo. Cochabamba, Ceres-Dfid.
- 1997	20 (mis)conceptions on coca and cocaine. La Paz, Plural Publishers.
- 1996 	20 Juicios y Prejuicios sobre coca-cocaína. La Paz, Ed. Clave-Plataforma de contrapartes Novib.
- 1994a	Las Drogas y el Ajuste en Bolivia. Economía clandestina y políticas públicas. La Paz, Ed. CEDLA.
- 1994b	La Masacre del Valle. El desencuentro militar campesino. Cochabamba, Ed. CERES.
- 1992 	Productores de Democracia. Acción social y procesos políticos en Bolivia (1971-1991). Cochabamba, Ed. FACES/CERES.
- 1984 	Espacio y sociedad regional. Cochabamba, Ed. CERES.

## Co authored Works
- 2008 Conflicto social y crecimiento económico en Bolivia. With José Luis Evia and Stergios Skaperdas. La Paz, Instituto para la Democracia, Ceres and Cosude.
- 2008 38 años de conflicto social en Bolivia. Enero 1970-Enero 2008. With Miguel Villarroel N. La Paz, Instituto para la Democracia, Ceres and Cosude.
- 2007 Constitución y poder político. Con Luis Verdesoto, Henry Oporto y Maria Teresa Zegada. Ed. Plural. La Paz.
- 2006 La trampa del rentismo. La Paz, Fundación Milenio, with Jose M. Gordillo and Jorge Komadina. (two editions)
- 2004	Derechos humanos en Bolivia. Proceso y desafìos. (Coordinator) La Paz, Defensor del Pueblo.
- 2002	Actuar en proyectos, pensar en procesos. De Río a Johannesburgo: experiencias latinoamericanas hacia el desarrollo sostenible. Coordinator and writer in the production of this book from the Red Humana Agenda 21-América Latina. Serie Approaches to Sustainability, Regional Study. New York, Capacity 21, PNUD.
- 1999	Empujando la concertación. Marchas campesinas, opinión pública y coca. With Natalia Camacho and Eduardo Córdova. La Paz, Ed. Pieb-Ceres.
- 1998	El Desarrollo Humano en Bolivia 1998. Co-author, responsible of the section "Reducir las Brechas y Construir la Equidad" . La Paz, PNUD.
- 1997c	La Seguridad Humana en Bolivia. Co-author, responsible of "Seguridad Económica". La Paz, Ed. PNUD-ILDIS.
- 1997a	La Fuerza de la Equidad. El desarrollo Humano en Bolivia. With Fernando Calderón G. La Paz, Ed. Los Amigos del Libro.
- 1996b 	El Circuito coca cocaína y sus implicaciones. With Alain Touraine and Gustavo Fernández. La Paz, Ed. Ildis.
- 1995a	Sostenibilidad y Desarrollo Humano. Calidad de Vida en Cochabamba. In collaboration with Jorge Cortés, Carmen Ledo, Alejandra Ramírez and Roberto Valdivieso. Cochabamba, Ed. Los Amigos del Libro.
- 1995b	Los Mercados Vallunos de Tierras. With Alberto Rivera and Juan Torrico. La Paz, Ed. Ildis, Ceres.

1994 a	Paradojas de la Modernidad. Sociedad y Cambios en Bolivia; co-authored with Fernando Calderón. La Paz, Ed. Fundación Milenio.
- 1991 	La Nueva Dependencia. Cambio tecnológico y reestructuración socioeconómica en América Latina; coauthored with Manuel Castells. Cochabamba, Ed. CERES.
- 1989 	Desktop Mapping for Planning and Decision Making; with John D. Landis. San Jose (CA), Strategic Mapping.
- 1979	La Pobreza en Cochabamba (un análisis socioeconómico en la periferia urbana). With Fernando Cosío. Cochabamba, Publicaciones IESE.